# Brocton (Illinois)
Brocton – wieś w Stanach Zjednoczonych, w stanie Illinois, w hrabstwie Edgar.